# Кісва (іслам)

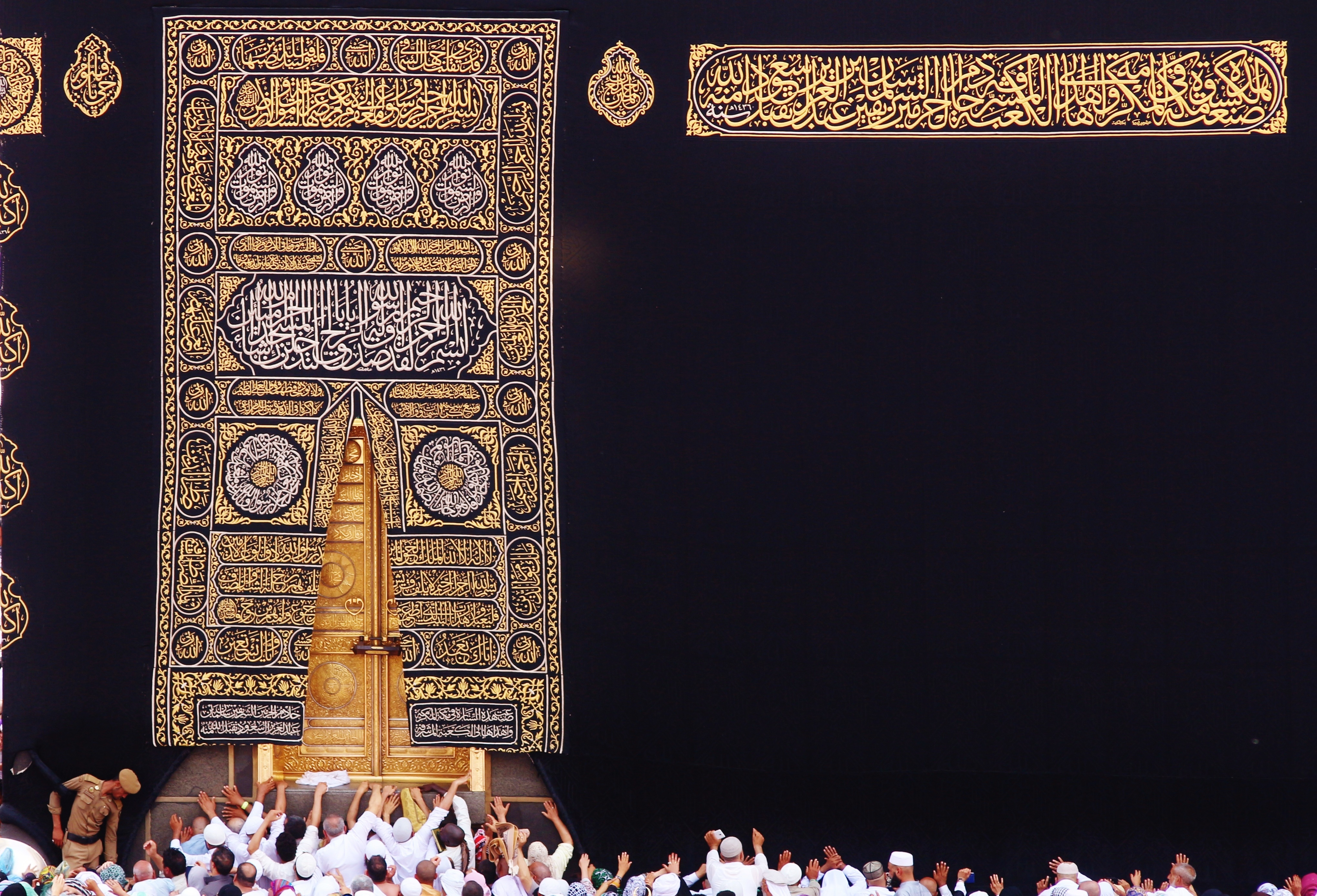
Кісва 2016 року

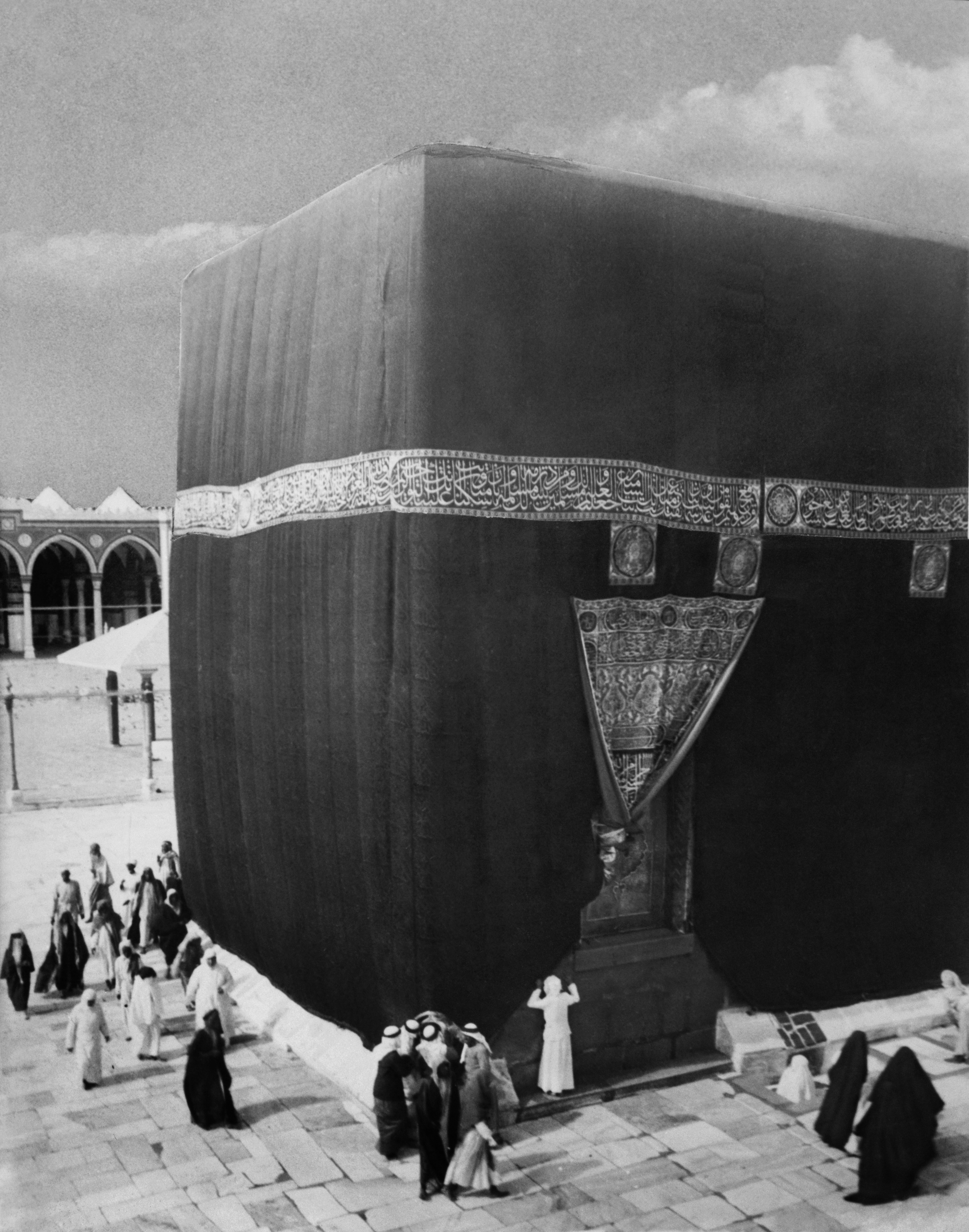
Кісва 1910 року

Кісва (араб. كسوة الكعبة, кісва аль кааба) — полотно, що покриває храм Кааба в Мецці, Саудівська Аравія. Її щороку змінюють на 9-тий день місяця Зуль-хіджа, коли паломники залишають табір на горі Арафат під час хаджу.

## Назва
Кісва (кісвах, кісуах) з арабської мови означає покривало.

## Історія

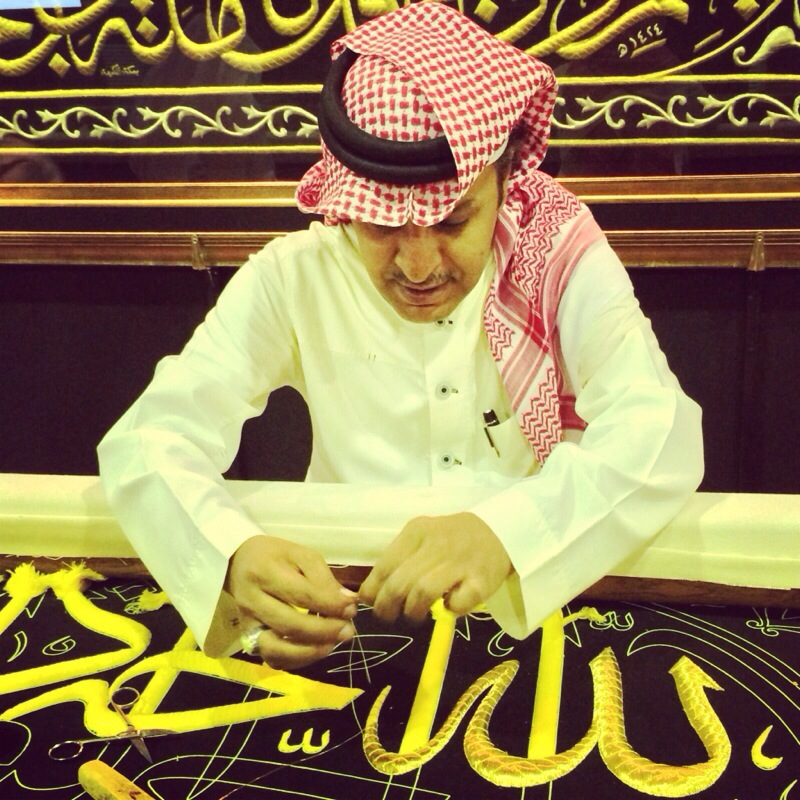
Виготовлення кісви

Вважається, що першим традицію покривати Кааба покривалом запровадив пророк Ісмаїл, легендарний прародич усіх арабів. Проте з історичних фактів відомо, що першим покрили храм арабське плем'я юргум під час відвідин короля Хим'яру Тубба абу Караб Асаад (англ. Tubba Abu Karab As'ad)[джерело?].
Після завоювання мусульманами Мекки у 630 році Магомет не брав участі у покриванні Кааба кісвою, а вирішив залишити її як вона є. Проте якась жінка, розпалюючи ладан, випадково спалила кісву і Магомед покрив Кааба білою тканиною. Вважають, що він розпочав традицію щорічного покривання храму тканиною.
Зі встановленням Омеядського халіфату кісву почали змінювати двічі в рік (на десятий день місяця Мухаррам та в останній день місяця Рамадан, перед святом Рамазан-байрам).
Деякі правителі використовували кісву зеленого кольору. В Аббасидському халіфаті використовували покривало трьох кольорів (червоний, білий та інший колір червоної парчі), поки Ахмад ан-Насір Лідініллах, багдадський халіф (1180—1225) з династії Аббасидів, не визначив єдиний колір - чорний. Ця традиція зберігається до сьогодні. До 1340 року кісва була без вишивки, потім її почали прикрашати цитатами з корану.
Протягом декількох століть покривало для Кааби надсилали в Мекку з Єгипту. 1927 року Абдул-Азіз, 32-й султан Османської імперії, заснував фабрику, що спеціалізувалася на виготовленні кісви.

## Традиції
Спочатку кісвою накривали храм поверх попередніх покривал. Однак Ахмад ан-Насір Лідініллах побоюючись, що під вагою купи тканин храм може пошкодитися, увів традицію заміняти старе полотно новим[джерело?]. Щороку стару кісву знімають, розрізають на шматки, частину яких вручають шанованим гостям. Раніше Умар ібн аль-Хаттаб роздавав шматки полотна пілігримам, які вони використовували як покривало від сонця.
Іноді такі шматки роздають як сувеніри або виставляють на продаж.

Покривало має площу 658 м². На його виготовлення йде 670 кілограм шовку та 15 кг золотих ниток (за іншими джерелами — 120 кг золота та срібла). Кісву зшито із 47 шматків полотна, кожен з яких має довжину 14 м та ширину 101 см. Кісва на Каабі тримається за допомогою мідних кілець. На кісві вишиті вручну вірші з Корану. Останнім часом для вишивання використовується комп'ютерна техніка, що значно пришвидшило виготовлення. Над виготовленням кісви працюють 200 чоловік протягом 8-ми місяців. Сучасна ціна виготовлення покривала для храму становить близько 5 300 000 американських доларів[джерело?].
Мотиви та матеріали традиційно не змінюються. 

## Місця зберігання кісви
- Велика мечеть (Бурса)